# Stereoscopia naturale

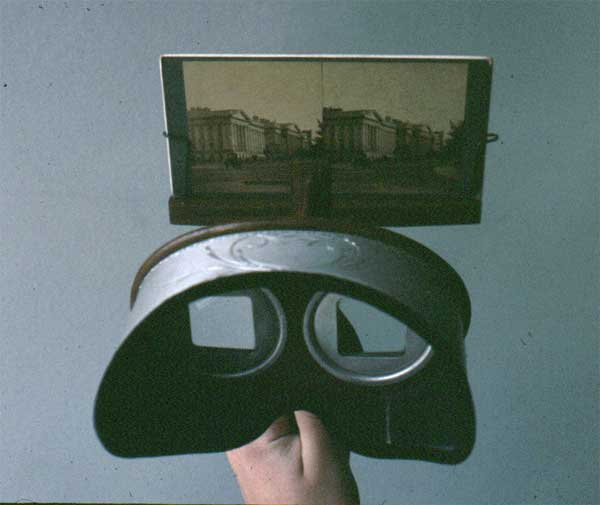
visore stereoscopico risalente agli inizi del '900

La stereoscopia naturale è la riproduzione fotografica stereoscopica della realtà creata utilizzando due punti di ripresa aventi la medesima distanza interpupillare di quella umana (5,5-7,5 cm). La stereoscopia naturale è ciò a cui tende normalmente la riproduzione stereoscopica, salvo in quei casi in cui la ricerca di una diversa profondità è richiesta per fini di intrattenimento o scientifici.

## Caratteristiche
La stereoscopia naturale tende a simulare la visione binoculare umana e, comunemente, si realizza scattando due fotografie di un oggetto con uno spostamento laterale (base di ripresa) della macchina fotografica di 6–7 cm, o servendosi di una fotocamera stereoscopica munita di due obiettivi posti alla distanza di 6 cm.
In realtà si tratta di pura teoria e si sconfina sempre nella stereoscopia artificiale, infatti:
- la distanza interpupillare varia da persona a persona, e difficilmente è uguale a 6 cm, quindi la base di ripresa difficilmente è uguale alla base di osservazione;
- la distanza tra le lenti del visore e le fotografie difficilmente risulta uguale alla focale della macchina fotografica, quindi risulta alterata la terza dimensione del modello osservato. Da tener presente che, quasi sempre, questa distanza viene aumentata volutamente per accentuare l'effetto-profondità;
- spesso le fotografie vengono ingrandite senza tener conto delle caratteristiche del visore.

La stereoscopia naturale ci fornisce l'effetto della tridimensionalità solo per oggetti molto vicini, mentre per l'osservazione tridimensionale di oggetti lontani rimane indispensabile il ricorso alla stereoscopia artificiale.

## Visione binoculare
Il termine viene utilizzato da altre fonti per identificarlo con la comune visione binoculare umana, classificando invece la stereoscopia artificiale come una qualsiasi tecnica di creazione di una immagine stereoscopica, rendendola quindi un sinonimo della stereoscopia stessa.